# Буздалов, Максим Викторович
Максим Викторович Буздалов (род. 30 декабря 1987, Ульяновск) — чемпион мира по программированию. Кандидат технических наук, доцент кафедры Компьютерные технологии Университета ИТМО (до 2022), преподаватель кафедры компьютерных наук Университета Аберистуита (2022 - н.в.). Автор более 50 публикаций в области эволюционных вычислений. Лауреат премии Правительства Российской Федерации в области образования (2016).

## Биография

### Обучение
- 2005: Окончил лицей при Ульяновском государственном техническом университете.
- 2011: Окончил кафедру «Компьютерные технологии» Университета ИТМО. Магистр прикладной математики.
- 2014: Кандидат технических наук.

### Участие в соревнованиях по программированию
- 2005: Дипломант Всероссийской олимпиады школьников по программированию (диплом III степени).
- 2009: В составе команды Университета ИТМО чемпион мира по программированию (2004).

### Участие в проведении соревнований по программированию
- Участвовал в организации Интернет-олимпиад по информатике и программированию.
- 2010—2015: Член жюри Северного четвертьфинала Северо-Восточного европейского полуфинала чемпионата мира по программированию, Северо-Восточного европейского полуфинала чемпионата мира по программированию.
- Участвовал и руководил тренировками команд по программированию университетов ETH Zurich, которые с 2010 после этих тренировок регулярно выходят в финал чемпионата мира, Peking University, в 2014 впервые заняли третье место (золотая медаль) в финале чемпионата мира, а в 2015 — пятое место (серебряная медаль), набрав лишь на 13 минут штрафного времени больше по сравнению с командой, занявшей четвёртое место (золотая медаль), Tongji University (Китай) и Technology University of Monterrey (Мексика).

### Научные достижения
- 2009: Победитель открытого конкурса грантов для студентов, аспирантов вузов и академических институтов, расположенных на территории Санкт-Петербурга.
- 2009—2013: Победитель конкурса грантов в рамках Федеральной целевой программы «Научные и научно-педагогические кадры инновационной России» по мероприятию «Проведение научных исследований целевыми аспирантами по направлению нано-, био-, информационные, когнитивные технологии». Тема исследования: «Разработка методов автоматической генерации тестов на основе эволюционных алгоритмов».
- Ответственный исполнитель ряда других научно-исследовательских работ.
- 2013: Ответственный за проведение научных исследований в международной лаборатории «Компьютерные технологии», сформированной в рамках программы повышения конкурентоспособности Университета ИТМО среди ведущих мировых научно-образовательных центров.
- Автор более 50 публикаций в области эволюционных вычислений в рецензируемых российских и зарубежных научных изданиях, практически все из которых индексируются в международной базе цитирования Scopus[1].
- 2016: Лауреат премии Правительства Российской Федерации в области образования.[2]

### Другое
- 2009: Участвовал во встрече с Президентом РФ Д. А. Медведевым с победителями чемпионата мира по программированию[3].